# Legislatura 2008-2012 della Romania
La Legislatura 2008-2012 è stata la VI Legislatura della Repubblica di Romania dopo la rivoluzione romena del 1989. È stata in carica dal 19 dicembre 2008 al 19 dicembre 2012.

## Cronologia
I risultati delle elezioni parlamentari in Romania del 2008 videro un sostanziale pareggio tra le due forze più votate, il Partito Democratico Liberale (PD-L) e il Partito Social Democratico (PSD). Vista l'impossibilità di formare individualmente una maggioranza, il PD-L, che aveva ottenuto un risicato vantaggio, si vide costretto ad intavolare trattative per la formazione di un'ampia coalizione di governo con il PSD. Diffidenze tra i due gruppi, instabilità politica e scandali portarono in meno di un anno alla rottura del governo Boc I. Con l'approssimarsi delle elezioni presidenziali, previste per novembre 2009, crebbe il tono degli scontri. A fine settembre 2009 il ministro degli interni Dan Nica dichiarò di essere preoccupato dall'organizzazione di possibili frodi elettorali da parte del PD-L volte a favorire la rielezione di Băsescu. La durezza delle dichiarazioni spinse Emil Boc a richiedere al PSD il ritiro di Nica e la nomina di un nuovo ministro. Per reazione il PSD lasciò l'esecutivo e propose una mozione di sfiducia (insieme agli altri partiti di opposizione PNL e UDMR) contro il governo, votata favorevolmente il 13 ottobre 2009.
Băsescu designò, quindi, come premier prima Lucian Croitoru e poi Liviu Negoiță, ma nessuno dei due riuscì ad ottenere il voto di fiducia dal parlamento. Prima di intraprendere ulteriori azioni Băsescu preferì attendere l'esito delle elezioni presidenziali del 2009, alle quali affrontava il candidato del PSD, il presidente del senato Mircea Geoană. I risultati del ballottaggio furono 50,34% contro 49,66%, margine talmente sottile che fu alla base di un ricorso vanamente presentato dal PSD alla Corte costituzionale, ma il successo spinse il riconfermato presidente della repubblica a proporre nuovamente per un ulteriore mandato Emil Boc, che riuscì a formare una nuova maggioranza con l'UDMR e la neonata Unione Nazionale per il Progresso della Romania (UNPR), composta da dissidenti del PSD e del PNL.
Negli anni 2010, alla crisi di credibilità politico-istituzionale, si aggiunsero gli effetti della grande recessione economica che colpì tutta l'Europa. Sempre più frequenti casi di bancarotta, l'innalzamento vertiginoso del tasso di disoccupazione, politiche di austerity, l'aumento delle tasse e tagli al welfare ebbero il proprio risultato in massicce proteste di piazza che nel 2012 spinsero Emil Boc alle dimissioni. Il successivo premier Mihai Răzvan Ungureanu, figura indipendente voluta da Băsescu, incapace di dare risposte alla crisi, rimase in carica per poco più di due mesi.
Nello stesso periodo le opposizioni si organizzarono intorno ad un nuovo soggetto politico, l'Unione Social-Liberale (USL), coalizione trasversale ostile al presidente della repubblica e che riuniva il Partito Social Democratico (PSD) di Victor Ponta (centro-sinistra), il Partito Nazionale Liberale (PNL) di Crin Antonescu (centro-destra) e il minoritario Partito Conservatore (PC) di Daniel Constantin (centro-destra). Pressato dal nuovo scenario politico che vedeva la crescita dell'USL (confermata poi dalla netta vittoria alle elezioni amministrative di giugno), nel maggio 2012 il presidente fu costretto a designare Victor Ponta come nuovo primo ministro.
L'USL fece fronte comune contro Traian Băsescu che, dal canto suo, ebbe parte attiva nel sostenere attacchi contro i leader della USL e ad appoggiare le accuse di plagio della tesi dottorale lanciate all'indirizzo di Victor Ponta. Il premier entrò costantemente in polemica con Băsescu e, al culmine della disputa, l'USL organizzò un referendum per la destituzione del presidente, con l'accusa di aver ripetutamente violato la costituzione ed essersi arrogato diritti appartenenti al governo. Il 6 luglio 2012 il parlamento si espresse in favore della sospensione di Băsescu, che fu temporaneamente sostituito da Crin Antonescu, allora presidente del senato. Il 29 luglio si celebrò il referendum, cui l'88% dei votanti si pronunciò contro Băsescu ma, poiché non fu raggiunto il quorum, questo fu ritenuto nullo dalla Corte costituzionale della Romania. Nonostante il calo di popolarità, il presidente tornò in carica.

## Governi
1. Governo Boc I
Dal 22 dicembre 2008 al 23 dicembre 2008
Primo ministro: Emil Boc (PD-L)
Composizione del governo: PD-L, PSD, PC
2. Governo Boc II
Dal 23 dicembre 2009 al 9 febbraio 2012
Primo ministro: Emil Boc (PD-L), fino al 6 febbraio 2012; Cătălin Predoiu (Indipendente), ad interim dal 6 febbraio 2012
Composizione del governo: PD-L, UDMR, UNPR
3. Governo Ungureanu
Dal 9 febbraio 2012 al 7 maggio 2012
Primo ministro: Mihai Răzvan Ungureanu (Indipendente)
Composizione del governo: PD-L, UDMR, UNPR
4. Governo Ponta I
Dal 7 maggio 2012 al 21 dicembre 2012
Primo ministro: Victor Ponta (PSD)
Composizione del governo: PSD, PNL, PC

## Camera dei deputati

### Ufficio di presidenza
- Presidente:

1. Roberta Anastase (PD-L), fino al 3 luglio 2012
2. Valeriu Ștefan Zgonea (PSD), dal 3 luglio 2012

- Vice presidenti:

1. Ioan Oltean (PD-L)
2. Adrian Năstase (PSD), da dicembre 2008 a febbraio 2012
3. Daniela Popa (PC), da dicembre 2008 a febbraio 2010
4. Bogdan Olteanu (PNL), da dicembre 2008 ad ottobre 2009
5. Ludovic Orban (PNL), da ottobre 2009 a febbraio 2011
6. Mircea Dușa (PSD), da febbraio 2010 a settembre 2010
7. Valeriu Ștefan Zgonea (PSD), da settembre 2010 a maggio 2012
8. Marian Sârbu (UNPR), da febbraio 2011 a maggio 2012
9. Florin Iordache (PSD), da febbraio 2012 a settembre 2012
10. Eugen Nicolicea (UNPR), da maggio 2012 a dicembre 2012
11. Viorel Hrebenciuc (PSD), da maggio 2012 a dicembre 2012
12. Alina Gorghiu (PNL), da settembre 2012 a dicembre 2012

- Segretari:

1. Dumitru Pardău (PD-L fino a luglio 2012, PNL da luglio 2012), da dicembre 2008 a settembre 2012
2. Mihai Alexandru Voicu (PNL), da dicembre 2008 ad agosto 2012
3. Valeriu Ștefan Zgonea (PSD), da dicembre 2008 a settembre 2010
4. Cezar Preda (PD-L), da dicembre 2008 a marzo 2009
5. Sever Voinescu (PD-L), da aprile 2009 a febbraio 2011
6. Georgian Pop (PSD), da settembre 2010 a dicembre 2012
7. Niculae Mircovici (Minoranze), da febbraio 2011 a dicembre 2012
8. Clement Negruț (PD-L), da settembre 2012 a dicembre 2012
9. Cristian Buican (PNL), da settembre 2012 a dicembre 2012

- Questori:

1. Nicolae Bănicioiu (PSD)
2. Dan Motreanu (PNL)
3. Gheorghe Albu (PD-L), da dicembre 2008 ad ottobre 2012
4. Hunor Kelemen (UDMR), da dicembre 2008 a settembre 2009
5. Dénes Seres (UDMR), da settembre 2009 a dicembre 2012
6. Iulian Vladu (PD-L), da ottobre 2012 a dicembre 2012

### Gruppi parlamentari
- Gruppo del Partito Democratico-Liberale

Capogruppo Ioan Oltean (fino a dicembre 2008), Mircea-Nicu Toader (da dicembre 2008)
- Gruppo del Partito Social Democratico (PSD, fino a febbraio 2011 PC)

Capogruppo Viorel Hrebenciuc (fino a settembre 2010), Mircea Dușa (da settembre 2010 a maggio 2012), Valeriu Ștefan Zgonea (da maggio 2012 a settembre 2012), Marian Neacșu (da settembre 2012)
- Gruppo del Partito Nazionale Liberale (PNL, da febbraio 2011 PC)

Capogruppo Călin Popescu Tăriceanu
- Gruppo dell'Unione Democratica Magiara di Romania

Capogruppo: Árpád-Francisc Márton (fino a febbraio 2010), Gergely Olosz (da febbraio 2010 a febbraio 2011), András-Levente Máté (da febbraio 2011)
- Gruppo parlamentare progressista (UNPR), creato il 5 settembre 2011

Capogruppo Eugen Nicolicea (fino a maggio 2012), Luminița Iordache (da maggio 2012)
- Gruppo dei Partiti delle minoranze etniche in Romania

Capogruppo: Varujan Pambuccian
- Non iscritti

### Commissioni parlamentari

#### Commissioni permanenti
- Commissione Politica economica, riforma e privatizzazione

Presidente: Mihai Tudose (PSD)
- Commissione Bilancio, finanze e banche

Presidente: Viorel Ștefan (PSD, fino a maggio 2011), Maria Eugenia Barna (UNPR, da maggio 2011 a settembre 2012), Eugen Nicolăescu (PNL, da settembre 2012)
- Commissione Industria e servizi

Presidente: Iulian Iancu (PSD)
- Commissione Agricoltura, silvicoltura, industria alimentare e servizi per l'agricoltura

Presidente: Valeriu Tabără (PD-L, fino a settembre 2010), Stelian Fuia (PD-L, da settembre 2010 a febbraio 2012), Adrian Rădulescu (PD-L, da febbraio 2012)
- Commissione Diritti dell'uomo, culti e problemi delle minoranze nazionali

Presidente: Nicolae Păun (Minoranze)
- Commissione Amministrazione pubblica e gestione del territorio

Presidente: Sulfina Barbu (PD-L, fino a settembre 2011), Vasile Gherasim (PD-L, da settembre 2011 a febbraio 2012), Bogdan Cantaragiu (PD-L, da febbraio 2012)
- Commissione Lavoro e protezione sociale

Presidente: Victor Paul Dobre (PNL, fino a maggio 2012), Maria Eugenia Barna (UNPR, da settembre 2012)
- Commissione Sanità e famiglia

Presidente: Rodica Nassar (PSD)
- Commissione Istruzione, scienza, gioventù, sport

Presidente: Cristian Dumitrescu (PSD)
- Commissione Cultura, arte, mezzi di informazione di massa

Presidente: Raluca Turcan (PD-L)
- Commissione Giuridica, di disciplina e immunità

Presidente: Daniel Buda (PD-L)
- Commissione Difesa, ordine pubblico e sicurezza nazionale

Presidente: Costică Canacheu (PD-L)
- Commissione Politica estera

Presidente: László Borbély (UDMR, da dicembre 2008 a dicembre 2009 e da maggio 2012 a dicembre 2012), Attila Korodi (UDMR, da febbraio 2010 a maggio 2010)
- Commissione Indagini sugli abusi, la corruzione e per le petizioni

Presidente: Ioan Stan (PSD)
- Commissione per il Regolamento

Presidente: Iustin-Marinel Cionca-Arghir (PD-L)
- Commissione per la tecnologia informatica e delle comunicazioni

Presidente: Relu Fenechiu (PNL)
- Commissione Pari opportunità per donne e uomini

Presidente: Cristina Ancuța Pocora (PNL)
- Commissione per le comunità di romeni all'estero, attiva dal 20 dicembre 2010

Presidente: William Brânza (PD-L)
- Commissione per gli affari europei, attiva dal 19 aprile 2011

Presidente: Viorel Hrebenciuc (PSD, fino a settembre 2012), Bogdan Niculescu Duvăz (PSD, da settembre 2012)

#### Commissioni d'inchiesta
- Commissione parlamentare d'inchiesta per la verifica della situazione della società commerciale Nicolina S.A. e delle modalità in cui l'Autorità per la Valorizzazione delle Attività dello Stato ne ha gestito gli attivi nel periodo gennaio 2005 - dicembre 2008, attiva dal 24 febbraio 2009

Presidente: Nicușor Păduraru (PD-L)
- Commissione parlamentare d'inchiesta per la verifica delle somme spese dal Ministero della gioventù e dello sport a firma del ministro Monica Iacob-Ridzi per l'organizzazione della giornata della gioventù, attiva dal 23 giugno 2009

Presidente: Alina Gorghiu (PNL)
- Commissione parlamentare d'inchiesta riguardante la situazione dei sistemi di irrigazione, nonché degli altri settori per il miglioramento fondiario, attiva dal 24 giugno 2009

Presidente: Valeriu Tabără (PD-L)
- Commissione parlamentare d'inchiesta per la verifica delle modalità in cui è stato assegnato da parte del Ministero dell'ambiente il contratto riguardante la «Campagna di promozione del Programma Operazionale Settoriale Ambiente, Lot II - Diffusione/Pubblicazione» il 28 aprile 2009, tramite negoziazione diretta senza bando di gara, attiva dal 24 giugno 2009

Presidente: Mircea Dușa (PSD)
- Commissione parlamentare d'inchiesta per la verifica delle somme spese dal Ministero del turismo per le azioni di promozione del turismo e dell'immagine della Romania, attiva dal 27 luglio 2009

Presidente: Ludovic Orban (PNL)

#### Altre commissioni
- Commissione per la Convalida

Presidente: Petru Călian (PD-L)

## Senato

### Ufficio di presidenza
- Presidente:

1. Mircea Geoană (PSD), fino al 23 novembre 2011
2. Petru Filip (PD-L), ad interim dal 23 novembre 2011 al 28 novembre 2011
3. Vasile Blaga (PD-L), dal 28 novembre 2011 al 3 luglio 2012
4. Crin Antonescu (PNL), dal 3 luglio 2012

- Vice presidenti:

1. Alexandru Pereș (PD-L), da dicembre 2008 a settembre 2011
2. Dan Voiculescu (PC), da dicembre 2008 a giugno 2012
3. Anca Boagiu (PD-L), da dicembre 2008 a settembre 2010
4. Crin Antonescu (PNL), da dicembre 2008 a settembre 2009
5. Teodor Meleșcanu (PNL), da settembre 2009 a febbraio 2011
6. Petru Filip (PD-L, fino a maggio 2012, PSD, da maggio 2012), da settembre 2010 a febbraio 2011 e da settembre 2011 a dicembre 2012
7. Ioan Chelaru (PSD), da febbraio 2011 a settembre 2012
8. Cristian Diaconescu (UNPR), da febbraio 2011 a febbraio 2012
9. Laurențiu Chirvăsuță (UNPR), da febbraio 2012 a dicembre 2012
10. Radu Berceanu (PD-L), da settembre 2012 a dicembre 2012
11. Dan Rușanu (PNL), da settembre 2012 a dicembre 2012

- Segretari:

1. Gheorghe David (PD-L)
2. Orest Onofrei (PD-L), da dicembre 2008 a febbraio 2012
3. Cornel Popa (PNL), da dicembre 2008 a febbraio 2011
4. Doina Silistru (PSD), da dicembre 2008 a settembre 2010
5. Adrian Țuțuianu (PSD), da settembre 2010 a giugno 2012
6. Petru Filip (PD-L), da febbraio 2011 a settembre 2011
7. Alexandru Pereș (PD-L), da settembre 2011 a dicembre 2012
8. Vasile Cosmin Nicula (PSD), da febbraio 2012 a dicembre 2012
9. Gigel Valentin Calcan (PSD), da settembre 2012 a dicembre 2012

- Questori:

1. Dan Rușanu (PNL), da dicembre 2008 a settembre 2012
2. Attila Verestóy (UDMR), da dicembre 2008 a febbraio 2012 e da settembre 2012 a dicembre 2012
3. Constantin Dumitru (PD-L), da dicembre 2008 a febbraio 2011
4. Ioan Chelaru (PSD), da dicembre 2008 a febbraio 2011
5. Radu Berceanu (PD-L), da febbraio 2011 a settembre 2012
6. Gheorghe Marcu (PSD), da febbraio 2011 a settembre 2012
7. Andras Levente Fekete Szabó (UDMR), da febbraio 2012 a settembre 2012
8. Alexandru Cordoș (PSD), da settembre 2012 a dicembre 2012
9. Florin Constantinescu (PSD), da settembre 2012 a dicembre 2012
10. Ioan Ghișe (PNL), da settembre 2012 a dicembre 2012

### Gruppi parlamentari
- Gruppo del Partito Democratico-Liberale

Capogruppo Traian Igaș (fino ad ottobre 2010), Cristian Rădulescu (da ottobre 2010)
- Gruppo del Partito Social Democratico (PSD, fino a febbraio 2011 PC)

Capogruppo Ion Toma (fino a settembre 2010), Ilie Sârbu (da settembre 2010)
- Gruppo del Partito Nazionale Liberale (PNL, da febbraio 2011 PC)

Capogruppo Puiu Hașotti (fino a luglio 2012), Mario Ovidiu Oprea (da luglio 2012)
- Gruppo dell'Unione Democratica Magiara di Romania

Capogruppo: Béla Markó (fino a febbraio 2010), Andras Levente Fekete Szabó (da febbraio 2010)
- Gruppo parlamentare progressista (Indipendenti, da marzo 2010 UNPR)

Capogruppo Liviu Câmpanu (da febbraio 2010 a novembre 2010), Petru Șerban Mihăilescu (da novembre 2011)
- Non iscritti

### Commissioni parlamentari

#### Commissioni permanenti
- Commissione Giuridica, di nomina, disciplina, immunità e convalida

Presidente Toni Greblă (PSD)
- Commissione bilancio, finanze, attività bancaria e mercato dei capitali

Presidente Ion Ariton (PD-L, fino a settembre 2010), Ovidiu Marian (PD-L, da settembre 2010 a giugno 2012, PNL, da giugno 2012)
- Commissione Economica, industria e servizi

Presidente Varujan Vosganian (PNL)
- Commissione Agricoltura, silvicoltura e sviluppo rurale

Presidente Petre Daea (PSD)
- Commissione Politica estera

Presidente Titus Corlățean (PSD)
- Commissione Amministrazione pubblica, organizzazione del territorio e protezione dell'ambiente

Presidente Marius Gerard Necula (PD-L)
- Commissione Difesa, ordine pubblico e sicurezza nazionale

Presidente Teodor Melecșanu (PNL)
- Commissione Lavoro, famiglia e protezione sociale

Presidente Cristian Rădulescu (PD-L, fino ad ottobre 2010), Petru Bașa (PD-L, da ottobre 2010)
- Commissione Istruzione, scienza, gioventù e sport

Presidente Mihail Hărdău (PD-L)
- Commissione Sanità pubblica

Presidente Ion Rotaru (PSD)
- Commissione Cultura, arte e mezzi di informazione di massa

Presidente Sergiu Nicolaescu (PSD)
- Commissione Diritti dell'uomo, culti e minoranze

Presidente György Frunda (UDMR)
- Commissione Pari opportunità

Presidente Lia Olguța Vasilescu (PSD)
- Commissione Privatizzazione e amministrazione attività dello stato

Presidente Valentin Gigel Calcan (PD-L)
- Commissione Indagine sugli abusi, lotta alla corruzione e per le petizioni

Presidente Gabriel Berca (PNL, fino ad aprile 2010, Marius Nicoară (PNL, da aprile 2010)
- Commissione Regolamento

Presidente Traian Igaș (PD-L, fino ad ottobre 2010), Toader Mocanu (PD-L, da ottobre 2010 a febbraio 2011), Constantin Dumitru (PD-L, da febbraio 2011 a maggio 2012, PNL, da maggio 2012)
- Commissione Affari europei

Presidente Vasile Nedelcu (PNL, fino a febbraio 2010, UNPR, da febbraio 2010)
- Commissione Romeni all'estero

Presidente Viorel Riceard Badea (PD-L, fino a maggio 2012, PNL, da maggio 2012)

## Strutture parlamentari comuni

### Commissioni parlamentari

#### Commissioni permanenti
- Commissione per gli affari europei del parlamento della Romania, attiva fino al 31 maggio 2011

Presidente Viorel Hrebenciuc (PSD)
- Commissione comune per l'esercizio del controllo parlamentare sulle attività del Serviciul Român de Informații

Presidente Cezar Preda (PD-L)
- Commissione comune per l'esercizio del controllo parlamentare sulle attività del Serviciul de Informații Externe

Presidente Gabriel Vlase (PSD)
- Commissione parlamentare per i rivoluzionari del 1989

Presidente Raymond Luca (PNL)
- Commissione per le relazioni con l'UNESCO

Presidente Horea Uioreanu (PNL, fino a giugno 2012), Gigel Știrbu (PNL, da giugno 2012)
- Commissione parlamentare per lo statuto dei deputati e dei senatori, l'organizzazione e il funzionamento delle sedute comuni della Camera dei deputati e del Senato

Presidente Gheorghe Bîrlea (PD-L)
- Commissione comune per l'integrazione europea tra il parlamento della Romania e il Parlamento della Repubblica di Moldavia, attiva dal 12 dicembre 2011

#### Commissioni speciali
- Commissione comune per l'elaborazione del pacchetto di leggi riguardanti la sicurezza nazionale, attiva dal 29 giugno 2009

Presidente Cezar Preda (PD-L)
- Commissione comune per la discussione, in procedura d'urgenza, sul codice penale, sul codice di procedura penale, sul codice civile e sul codice di procedura civile, attiva dal 9 marzo 2009

Presidente Daniel Buda (PD-L)
- Commissione per l'analisi della crisi avvenuta nel funzionamento della giustizia, attiva dal 24 settembre 2009

Presidente Florin Iordache (PSD)
- Commissione comune per l'elaborazione di proposte legislative di revisione della Costituzione della Romania, attiva dal 20 aprile 2010

Presidente Daniel Buda (PD-L)
- Commissione comune per il controllo dell'esercizio di bilancio della Corte dei Conti per gli anni 2005, 2006, 2007, 2008, 2009 e 2010, attiva dal 9 marzo 2011

Presidente Adrian Henorel Nițu (PD-L)
- Commissione per la pubblicità delle proposte legislative presentate e l'elaborazione di proposte legislative riguardanti le elezioni della camera dei deputati e del senato, attiva dal 27 marzo 2012

Presidente Sulfina Barbu (PD-L)

### Delegazioni parlamentari presso le organizzazioni internazionali
- Delegazione del Parlamento della Romania presso l'assemblea parlamentare del Consiglio dell'Unione europea (APCE)

Presidente Cezar Preda (PD-L)
- Delegazione del Parlamento della Romania presso l'assemblea parlamentare dell'Organizzazione della cooperazione economica del mar Nero (APCEMN)

Capo delegazione Marius Rogin (PD-L)
- Delegazione del Parlamento della Romania presso l'assemblea parlamentare dell'Unione per il Mediterraneo (AP UpM)

Capo delegazione Liviu Câmpanu (PNL)
- Delegazione del Parlamento della Romania presso l'assemblea parlamentare della francofonia (APF)

Capo delegazione Ioan Chelaru (PSD)
- Delegazione del Parlamento della Romania presso l'assemblea parlamentare della NATO (APNATO)

Capo delegazione Sever Voinescu (PD-L)
- Delegazione del Parlamento della Romania presso l'assemblea parlamentare dell'OSCE (APOSCE)

Capo delegazione Cristian Rădulescu (PD-L)
- Delegazione del Parlamento della Romania presso l'assemblea dell'Unione europea occidentale (AUEO)

Presidente Radu Cătălin Mardare (PSD)
- Delegazione del Parlamento della Romania presso l'Iniziativa centro europea - dimensione parlamentare (ICE-DP)

Capo delegazione László Borbély (UDMR)
- Comitato di direzione del Gruppo romeno di unione interparlamentare (UIP)

Presidente Ioan Munteanu (PSD, fino a marzo 2010), Emil Radu Moldovan (PSD, da marzo 2010 a giugno 2012), Florian Popa (PSD, da giugno 2012)
- Delegazione del Parlamento della Romania presso l'Assemblea parlamentare del Mediterraneo (APM)

Capo delegazione Andrei Gerea (PNL)